# حافز (برنامج)
برنامج حافز هو برنامج وطني لدعم وإعانة الباحثين عن العمل وتحفيزهم وتعزيز فرص الحصول على وظيفة مناسبه لهم وهو بمثابة الخطوة الأولى للحوافز والتنظيمات التي أمر بها الملك الراحل عبد الله بن عبد العزيز آل سعود عام2011للميلاد.
وله نوعان من العناصر هما: حافز البحث عن عمل وحافز صعوبة الحصول على عمل.

## حافز البحث عن عمل
أحد عناصر البرنامج هو صرف مخصص مالي قدره 2000 ريال بشكل شهري لمدة 12 شهرا لدعم وتحفيز الباحثين بجدية عن العمل المستحقين للمخصص المالي وفقاً لضوابط الاستحقاق الخاصة بحافز البحث عن عمل، ولاستمرارية الحصول على هذا المخصص يتعين على الباحث استمراره ومواصلته في البحث بشكل جاد عن العمل. حيث أن الهدف الأساسي من هذا المخصص المالي هو مساعدة الباحث في الحصول على وظيفة مستدامة ومناسبة وليس الركون للمخصص كمصدر دخل ثابت.
ولا يقتصر حافز البحث عن عمل على المخصص المالي فقط، بل ويشمل أيضاً عناصر أخرى يأتي من ضمنها توفير برامج تدريب وتأهيل ومساعدة على الحصول على عمل للمستفيدين وذلك لدعم وزيادة فرصهم في الحصول على الوظيفة المناسبة التي تلبي تطلعاتهم

### شروط الاستحقاق للحصول على الإعانة المالية لحافز البحث عن عمل[3]
يجب أن تنطبق جميع الشروط التالية على المتقدمين الذكور أو الإناث المتزوجين وغير المتزوجين:- 
1. أن يكون سعودي الجنسية أو من أم سعودية.
2. ألا تقل سنه عن 20 سنة، ولا تزيد على 35 سنة.
3. أن يكون قادراً على العمل.
4. ألا يكون موظفاً أو عاملاً في القطاع العام أو القطاع الخاص.
5. ألا يكون طالباً أو متدرباً في أي مرحلة من مراحل التعليم أو التدريب.
6. ألا يكون لديه نشاط تجاري (مثل تملك مؤسسة أو الحصول على ترخيص محل لممارسة أي نشاط تجاري أو صناعي أو زراعي أو خدمي أو مهني أو وجود غير سعوديين على كفالة المتقدم باستثناء الوالدين والزوج أو الزوجة والأبناء والبنات).
7. ألا يكون له دخل ثابت يعادل (2,000) ألفي ريال أو أكثر وذلك كمتوسط شهري خلال الإثني عشر شهراً السابقة لبداية الشهر الذي تقدم فيه بطلب الإعانة.
8. ألا يكون مستحقاً لمعاش تقاعدي.
9. ألا يكون مستحقاً لأي مخصص أو تعويض ضد التعطل عن العمل.
10. أن يكون مقيماً في المملكة لمدة لا تقل عن 10 أشهر خلال الإثني عشر شهر السابقة لتقديم الطلب.
11. ألا يكون مقيماً في دار رعاية اجتماعية أو ما في حكمها.
12. مضي المدد التالية قبل تقديم المتقدم لطلبه:

‌أ- ستة أشهر على الأقل من تاريخ حصوله على شهادة اجتياز الدراسة فوق الجامعية أو الجامعية أو شهادة الثانوية العامة أو ما يعادلها أو شهادة اجتياز التدريب.
‌ب- ستة أشهر على الأقل من تاريخ انسحاب المتقدم من الدراسة أو التدريب إذا كان لا يستحق مكافأة من الدولة خلال هذه الدراسة أو التدريب.
ج- سنة كاملة على الأقل من تاريخ انسحاب المتقدم من الدراسة أو التدريب إذا كان يستحق مكافأة من الدولة خلال هذه الدراسة أو التدريب.
‌د- ثلاثة أشهر على الأقل من تاريخ انتهاء العلاقة الوظيفية أو العمالية إذا سبق للمتقدم أن عمل في القطاع العام أو القطاع الخاص.
علماً بأن مبلغ الإعانة (2,000) ألفي ريال شهرياً لمدة اثني عشر شهراً هجرياً، طالما توافرت جميع شروط الاستحقاق.
وتتم دراسة طلب المتقدم بعد إكماله للبيانات المطلوبة على موقع حافز الإلكتروني خلال فترة لا تتجاوز ثلاثة أشهر من تاريخ آخر إجراء استكماله المتقدم.

## حافز صعوبة الحصول على عمل
يأتي حافز صعوبة الحصول على عمل تنفيذا لقرار مجلس الوزراء السعودي، وهو برنامج لدعم الباحثين عن عمل الذين تعذر حصولهم على وظيفة، ويشكل حافز صعوبة الحصول على عمل أحد عناصر حزمة الحوافز والتنظيمات التي أمر بها الملك الراحل عبد الله بن عبد العزيز لدعم الباحثين عن العمل ويأتي كجزء من مجموعة مبادرات تبنتها وزارة العمل وصندوق تنمية الموارد البشرية، وتهدف إلى دعم المواطنين السعوديين الباحثين عن عمل من أجل الحصول على وظائف، وتزويدهم بالمهارات والموارد اللازمة للانضمام إلى سوق العمل.
أحد عناصر حافز صعوبة الحصول على عمل هو صرف مخصص مالي لمدة 12شهرا يبدأ ب 1500 ريال شهريا للأربعة أشهر الأولى ومن ثم 1250 ريال للأربعة أشهر الثانية و1000 ريال للأربعة أشهر الأخيرة لدعم وتحفيز الباحثين بجدية عن العمل المستحقين للمخصص المالي وفقاً لضوابط الاستحقاق الخاصة بهذا البرنامج

### شروط الاستحقاق[4][5]
1- أن يكون سعودي الجنسية أو من أبناء الأم السعودية من زوج غير سعودي.
2- أن يكون مقيماً في المملكة لمدة لا تقل عن 10 أشهر خلال الإثني عشر شهر السابقة لتقديم الطلب.
3- ألا يقل عمر المتقدم عن 20 سنة، ولا يزيد على 60 سنة.
4- ألا يكون موظفاً أو عاملاً في القطاع العام أو القطاع الخاص.
5- أن يكون قادراً على العمل.
6- ألا يكون مستحقاً لمعاش تقاعدي.
7- ألا يكون مستحقاً لأي مخصص أو تعويض ضد البقاء دون العمل.
8- ألا يكون طالباً أو متدرباً في أي مرحلة من مراحل التعليم أو التدريب.
9- ألا يكون لديه نشاط تجاري (مثل امتلاك مؤسسة أو الحصول على ترخيص محل لممارسة أي نشاط تجاري
أو صناعي أو زراعي أو خدمي أو مهني أو وجود غير سعوديين على كفالة المتقدم باستثناء 
الوالدين والزوج أو الزوجة والأبناء أو البنات).
10- ألا يكون له دخل ثابت يعادل المخصص المالي الذي يصرف له بموجب تنظيم حافز صعوبة الحصول على عمل 
أو يزيد عليه، وذلك كمتوسط شهري خلال الإثني عشر شهراً السابقة لبداية الشهر الذي تقدم فيه بالطلب.
11- مضي المدد التالية قبل تقديم المتقدم لطلبه:
أ- ستة أشهر على الأقل من تاريخ حصوله على شهادة اجتياز الدراسة فوق الجامعية أو الجامعية 
أو شهادة الثانوية العامة أو ما يعادلها أو شهادة اجتياز التدريب.
ب- ستة أشهر على الأقل من تاريخ انسحابه من الدراسة أو التدريب إذا كان لا يستحق مكافأة من الدولة خلال هذه الدراسة أو التدريب.
ج- سنة كاملة على الأقل من تاريخ انسحابه من الدراسة أو التدريب إذا كان يستحق مكافأة من الدولة خلال هذه الدراسة أو التدريب.
د- ثلاثة أشهر على الأقل من تاريخ انتهاء العلاقة الوظيفية أو العمالية إذا سبق له أن عمل في القطاع العام أو القطاع الخاص.
12- أن يمضي المتقدم مدة متصلة لا تقل عن ستين يوماً ولا تزيد على تسعين يوماً،
دون أن يخل بأي من الالتزامات المستمرة المنصوص عليها في تنظيم حافز صعوبة الحصول على عمل 
وذلك خلال الفترة التي يمضيها صندوق تنمية الموارد البشرية (هدف) في دراسة طلبه.
13- ألا يكون مستفيداً من المخصص المالي لحافز البحث عن عمل أو مستحقاً له وقت تقدمه بالطلب.
14- أن يكون قد أكمل مدة صرف المخصص المالي لحافز البحث عن عمل، ما لم يكن قد أوقف عنه بسبب تجاوز سن الخامسة والثلاثين.

## حالات خفض الإعانة المالية
يخفض المخصص المالي في كل مرة تتحقق أي حالة من الحالات الآتية:
- إذا لم يحضر المستفيد دورة تعليمية أو تدريبية، بما في ذلك التدريب عن بعد والتدريب على رأس العمل، أو لم يكملها.
- إذا لم يحضر المستفيد الموعد لإجراء المقابلة الشخصية مع أصحاب العمل أو مع الجهات الحكومية أو الخاصة.
- إذا لم يقم المستفيد بزيارة ملفه الإلكتروني، وفقاً لما تحدده اللائحة.
- إذا لم يحضر المستفيد لدى أي من مفوضي الصندوق؛ للحصول على التأهيل أو التدريب أو خدمات التوظيف، وفقاً لما تحدده اللائحة.
- إذا لم يظهر لدى المستفيد جدية في البحث عن عمل أو في التدريب أو التأهيل، وفقاً لما تحدده اللائحة.

## حالات الإقصاء من برنامج حافز صعوبة الحصول على عمل
يتم إقصاء المستفيد إذا تحققت أي حالة من الحالات الآتية:
- إذا رفض المستفيد عرضاً مناسباً للعمل. وتحدد اللائحة متى يكون عرض العمل مناسباً

وعدد العروض المناسبة التي يمكن للمستفيد رفضها قبل إقصائه.
- إذا لم يلتحق المستفيد بأي دورة تعليمية أو تدريبية أو لم يتممها بنجاح، وتحدد اللائحة

التنفيذية عدد الحالات التي يترتب عليها إقصاء المستفيد وآلية احتسابها.
- عدم حضوره من أجل الحصول على التأهيل أو التدريب أو خدمات التوظيف، وتحدد اللائحة التنفيذية

عدد الحالات التي يترتب عليها إقصاء المستفيد وآلية احتسابها.
- عدم زيارته لملفه الإلكتروني في قاعدة بيانات طالبي العمل. وتحدد اللائحة التنفيذية عدد الحالات التي يترتب

عليها إيقاف صرف المخصص المالي للمستفيد بموجب أحكام هذا البند وآلية احتسابها
- إذا لم يظهر لدى المستفيد جدية في البحث عن عمل أو في التدريب أو التأهيل، وفقاً لما تحدده اللائحة.

## وصلات داخلية
- المملكة العربية السعودية
- صندوق تنمية الموارد البشرية (هدف)
- عاطل عن العمل